# Anthony Averett
Anthony Averett (Woodbury, Nueva Jersey, 30 de noviembre de 1994) es un jugador profesional estadounidense de fútbol americano que se desempeña en la posición de cornerback en Pittsburgh Steelers, equipo de la National Football League (NFL).

## Carrera
Fue seleccionado en la cuarta ronda en la Reunión Anual de Selección de Jugadores de la NFL de 2018. Hizo su debut profesional con el equipo Baltimore Ravens, en el cual jugó cuatro temporadas (2018-2022), después pasó a Las Vegas Raiders (2022-2023), posteriormente a Pittsburgh Steelers, donde lleva jugando una temporada.